# Arkadij Rotstein
Arkadij Rotstein, ros. Аркадий Ротштайн (ur. 29 kwietnia 1961 we Lwowie) – ukraiński szachista, reprezentant Niemiec od 1999, arcymistrz od 1994 roku.

## Kariera szachowa
Do końca lat 80. XX wieku występował wyłącznie w turniejach rozgrywanych w Związku Radzieckim. W 1990 i 1991 r. dwukrotnie wystąpił w barwach klubu KKSz Kraków w rozgrywkach o drużynowe mistrzostwo Polski. W kolejnych latach odniósł szereg sukcesów na arenie międzynarodowej, zwyciężając bądź dzieląc I miejsca m.in. w:
- 1994 – Paryżu (wspólnie z Aleksandrem Goldinem),
- 1997 – Portorożu (wspólnie z Aleksandrem Delczewem),
- 1998 – Cesenatico,
- 2000 – Wattens, Chalkidzie, Triesen (wspólnie z Peterem Horvathem),
- 2001 – Arco, Andorze (wspólnie z Borysem Awruchem, Antoanetą Stefanową, Wiktorem Michalewskim i Danielem Cámporą),
- 2002 – Porto San Giorgio, Cannes (wspólnie z Mihailem Marinem, Walerijem Niewierowem i Rajem Tischbierkiem), Letojanni (wspólnie z Lexy Ortegą),
- 2003 – Cortinie d’Ampezzo (wspólnie z Igorem Jefimowem i Nenadem Sulavą), Porto San Giorgio (wspólnie z Aleksandrem Delczewem, Borysem Czatałbaszewem, Władimirem Burkamkinem i Igorem Glekiem),
- 2004 – Bad Bertrich, Seefeld (wspólnie z Normundsem Miezisem), Triesen (wspólnie z Leonidem Kritzem, Eduardem Porperem i Wadimem Małachatko),
- 2005 – Bad Bertrich, Barbera del Valles (wspólnie z Marcem Narciso Dublanem), Absam (wspólnie z Ivanem Hausnerem(inne języki)),
- 2006 – Triesen, San Martino di Castrozza,
- 2007 – Korfu (wspólnie z Feliksem Lewinem),
- 2008 – Altavilla Milicia (wspólnie z Jewgienijem Siwesznikowem), Groningen (wspólnie z Robinem Swinkelsem i Merabem Gagunaszwilim),
- 2009 – Latschach (wspólnie z Maksimem Turowem).

Najwyższy ranking w dotychczasowej karierze osiągnął 1 lipca 2002 r., z wynikiem 2557 punktów zajmował wówczas 11. miejsce wśród niemieckich szachistów.